# Nikolaus Pevsner
Nikolaus Pevsner (Leipzig, 30 de janeiro de 1902 – Londres, 18 de agosto de 1983) foi um historiador da arte britânico nascido na Alemanha.

## Biografia
Filho de um mercador judeu, Pevsner nasceu em Leipzig, Saxônia. Estudou história da arte na Universidade de Leipzig, Universidade de Munique, Universidade de Berlim e Universidade de Frankfurt na Alemanha (PhD 1924), trabalhou na Dresden Gallery (1924–1928) e ensinou na Universidade de Göttingen (1929–1933). Em 1934 mudou-se para Inglaterra para fugir do nazismo e ensinou nas Universidades de Londres, Oxford, Birmingham e Cambridge. Assumiu a nacionalidade Britânica em 1946.
É mais conhecido por uma série de 46 volumes condados, The Buildings of England (1951-1974), um dos grandes arquivos do século XX sobre arte escolástica.
Pevsner concebeu e editou a série Pelican History of Art (1953–), onde muitos dos volumes individuais são tidos como clássicos.
Morreu em Londres.

## Pevsner como historiador de design
Em cursos de design, Pevsner é mais conhecido por seus clássicos Pioneiros do Desenho Moderno e Origens da Arquitetura Moderna e do design, que são utilizados até hoje em universidades. São trabalhos brilhantes que analisam o nascimento do design moderno. Nesta frase Pevsner resume bem o espírito do design moderno: "Uma cadeira pode ser ao mesmo tempo incômoda e uma obra de arte, mas só um connoisseur ocasional prefere suas qualidades estéticas às utilitárias. A funcionalidade é a primeira de nossa origens". Pevsner é um dos grandes pioneiros da história do design.